# Pieces of a Dream
Pieces of a Dream es un grupo de R&B y jazz fusion que se formó en Filadelfia en 1976, por el bajista Cedric Napoleon, el baterista Harmon Curtis, y el tecladista James Lloyd, cuando aún eran adolescentes. El grupo basó su nombre en "Pieces of Dreams", una melodía del compositor Michel Legrand que fue grabada por Stanley Turrentine y que el grupo incorporó a su repertorio.
A lo largo de 1981, con su primer disco, el grupo tuvo un pequeño éxito en los circuitos soul con el tema 'Warm Weather' (cantado por Barbara Walker y con la colaboración en teclados de Dexter Wansel, que también coprodujo el tema), el cual fue grabado bajo el sello Elektra Records. Dos años más tarde, con su tercer álbum, a finales de 1983, el grupo lanzó el sencillo más exitoso de su carrera, "Fo-Fi-Fo", que alcanzó el N.º 13 en las listas de soul de EE. UU.. En febrero de 1990, el sencillo "What Can I Do", del álbum del año anterior 'Bout Dat Time, con Norwood como vocalista, alcanzó el No. 17 del Billboard Hot R&B Singles. 
Otros colaboradores destacados han sido Tracy Hamlin, como vocalista principal del grupo entre 2002 y 2005 (figurando en los álbumes Love Silhouette y No Assembly Required), David Dyson como bajista principal desde 2001 hasta la actualidad, colaborando en tareas compositivas en los discos "No Assembly Required", "Soul Intent", "In The Moment", "Just Funkin' Around", and "Fired Up". Los bajistas Gerald Veasley como Scott Ambush también han formado parte del grupo de manera intermitente. Uno de sus excantantes Norwood Young es ahora un miembro del elenco en el canal del cable E! en su programa de televisión High Maintenance 90210. Eva Cassidy cantó en primera voz en dos canciones: "Goodbye Manhattan", una bella balada de amor y "Have a Little Faith".

## Discografía

### Álbumes
- Pieces of a Dream (1981)
- We Are One (1982)
- Imagine This (1983)
- Joyride (1986)
- Makes You Wanna (1988)
- 'Bout Dat Time (1989)
- In Flight (1993)
- Goodbye Manhattan (1994)
- Pieces (1997)
- Ahead to the Past (1999)
- Acqainted with the Night (2001)
- Love Silhouette (2002)
- No Assembly Required (2004)
- Pillow Talk (2006)
- Soul Intent (2009)

### Compilaciones
- The Weather Channel Presents: The Best of Smooth Jazz